# Universitatea Airlangga
Universitatea Airlangga (abreviată ca Unair sau UA; în javaneză: ꦈꦤꦶꦮ꦳ꦼꦂꦱꦶꦠꦱ꧀ꦄꦲꦶꦂꦭꦁꦒ) este o universitate de stat situată în Surabaya, Java de Est. Această universitate a fost fondată la 10 noiembrie 1954 pentru a coincide cu a 9-a Zi a Eroilor. Pe baza clasamentului din QS World University Ranking 2024, Universitatea Airlangga este pe locul patru ca cea mai bună universitate din Indonezia.

## Istorie
Înființarea Universității Airlangga are o istorie destul de lungă. Înainte ca Unair să fie înființată oficial, la 9 și 11 octombrie 1847, a fost înaintată o propunere guvernului colonial olandez pentru a educa tinerii javanezi talentați pentru a deveni experți în practicile de sănătate. La 2 ianuarie 1849, prin Decretul Guvernului nr. 22, NIAS (Școala Nederlandsch Indische Artsen) a fost fondată ca un loc pentru educația medicală în Surabaya. Din 1913, educația medicală în Surabaya a avut loc la Jalan Kedungdoro 38 Surabaya. În 1923, clădirea NIAS a fost mutată de la Jalan Kedungdoro la locul unde se afla Facultatea de Medicină Unair pe Jalan Mayjen. Prof. Dr. Moestopo, Surabaya.
Apoi Dr. Lonkhuizen, șeful Serviciului de Sănătate la acea vreme, a înaintat o propunere de a înființa o școală de stomatologie în Surabaya, care a fost pionierat din iulie 1928 până în 1945. A primit aprobarea de la Dr. RJF Van Zaben, director NIAS. În continuare, școala este mai cunoscută ca STOVIT (Școala tot Opleiding van Indische Tandarsten). La acel moment, STOVIT a reușit să adune 21 de elevi. Pe parcurs, STOVIT și-a schimbat numele în Ika Daigaku Shika (școala de medicină și stomatologie) cu Dr. Takeda a fost primul său director, a servit între 1942-1945.
Doi ani mai târziu, guvernul olandez a preluat și apoi a schimbat numele în Tandheelkunding Instituut. În 1948, această școală și-a schimbat statutul în Universiteit Tandheelkunding Instituut (UTI). Sub autoritatea Republicii Unite Indonezia (RIS), UTI și-a schimbat din nou numele în Institutul de Științe Dentare (LIKG) în perioada de studiu de 4 ani, sub conducerea Prof. M. Knap și Prof. M. Soetojo. În 1948, Universitatea Airlangga era o filială a Universității din Indonezia care avea două facultăți, și anume Facultatea de Medicină și Facultatea de Stomatologie.
Universitatea Airlangga a fost înființată oficial în 1954 în baza Regulamentului Guvernului nr. 57/1954 și inaugurată de Președintele Republicii Indonezia la 10 noiembrie 1954, pentru a coincide cu a noua sărbătoare a Zilei Eroilor. În același an, a fost înființată Facultatea de Drept, care a fost anterior o ramură a Facultății de Drept, Economie și Politică Socială, Universitatea Gadjah Mada, Yogyakarta.
Când a fost inaugurată, Universitatea Airlangga era formată din cinci facultăți și anume: 
1. Facultatea de Medicină, care a fost inițial o ramură a Universității din Indonezia;
2. Facultatea de Stomatologie, care a fost inițial o filială a Universității din Indonezia;
3. Facultatea de Drept, care a fost inițial o filială a Universității Gadjah Mada;
4. Facultatea de Litere, cu sediul în Denpasar, care în 1962 s-a separat de Universitatea Airlangga pentru a deveni parte a Universității Udayana;
5. Facultatea de Formare și Educație a Profesorilor, care are sediul în Malang, și în 1963 s-a separat de Universitatea Airlangga pentru a deveni Institutul de Stat de Formare și Educație a Profesorilor din Malang (IKIP), care s-a schimbat acum în Universitatea de Stat Malang (UM).

## Nume și simbol
Numele „Airlangga” este preluat de la numele regelui care a condus Java de Est între 1019 și 1042, și anume Rake Halu Sri Lokeswara Dharmawangsa Airlangga Anantawikramattungadewa sau cunoscut sub numele de Prabu Airlangga.
Simbolul Universității Airlangga este „Garuda Mukti”, cu călărețul Batara Vishnu purtând un borcan care conține apă „amerta”, și anume apa vieții veșnice. Acest simbol simbolizează Universitatea Airlangga ca o sursă eternă de cunoaștere.
Numele și simbolul Universității Airlangga este întruchipat într-o statuie a regelui Airlangga, care are aproximativ trei metri înălțime și se află în fața Campusului A, Universitatea Airlangga. Statuia a fost realizată în 1954 de Hendra Gunawan, un sculptor din Pelukis Rakjat sau care mai târziu a devenit parte a Institutului de Cultură Rakjat (Lekra). Lucrarea la statuie a fost efectuată de Hendra împreună cu cinci membri ai Pelukis Rakjat și alți zece lucrători și a durat aproximativ treizeci de zile pentru a fi finalizate. 
Steagul Universității Airlangga este galben și albastru. Galbenul simbolizează măreția, albastrul simbolizează cavalerismul și un suflet profund. Culorile au fost luate din culoarea voalului care acoperă statuia lui Vishnu la ceremonia de înființare a Universității Airlangga de către primul președinte al Republicii Indonezia pe 10 noiembrie 1954.

## Locație
Universitatea Airlangga are 14 facultăți și 1 școală absolventă care ocupă trei campusuri răspândite în Surabaya, și anume:
- Campus A pe Jalan Prof. Dr. Moestopo 47. În acest campus există o Facultate de Medicină (FK) și o Facultate de Stomatologie (FKG)
- Campus B pe Jalan Airlangga 4-6. În acest campus se află Facultatea de Economie și Afaceri (FEB), Facultatea de Drept (FH), Facultatea de Psihologie (FPsi), Facultatea de Științe Sociale și Politice (FISIP), Facultatea de Științe Culturale (FIB), Facultatea de Formare Profesională. Studii (FV) și programe postuniversitare (PPs)
- Campus C din Mulyorejo, East Surabaya. În acest campus se află Facultatea de Știință și Tehnologie (FST), Facultatea de Sănătate Publică (FKM), Facultatea de Medicină Veterinară (FKH), Facultatea de Nursing (F.Kp), Facultatea de Farmacie (FF), Facultatea de Pescuit și Afaceri Maritime (FPK) și Facultatea de Tehnologie Avansată și Multidisciplinară (FTMM)
- Campusul Banyuwangi, campusul Facultății de Sănătate și Științe ale Naturii (FIKIA) Airlangga University, care este situat în clădirea campusului Giri Jalan Wijaya Kusuma nr. 113 și Sobo Campus Jalan Ikan Wijinongko No.18a. La SIKIA există 3 programe de studii, și anume Licența în Sănătate Publică, Licența în Medicină Veterinară și Licența în Acvacultură. [ https://sikia.unair.ac.id/histori/ ]
- Campusul din Jakarta este situat la Graha STR Kemang, South Jakarta și este deschis special pentru programele de studii de master în drept, master în notariat și științe juridice și dezvoltare.

## Rector
| Nu. | Cancelar      | Cancelar                                   | Preia biroul  | Sfârșitul mandatului | Notă. |
| --- | ------------- | ------------------------------------------ | ------------- | -------------------- | ----- |
| 1   |               | Prof. Domnul Abdoel Gaffar Pringgodigdo    | 1954          | 1961                 |       |
| 2   |               | Prof. Dr. Mohammad Toha Ronodipuro         | 1961          | 1965                 |       |
| 3   |               | Varză. TNI (Ret.) CKH. Chasan Durjat       | 1965          | 1966                 |       |
| 4   |               | Prof. Dr. Dr. Eri Sudewo                   | 1966          | 1974                 |       |
| 5   |               | Prof. Dr. Dr. Kwari Setjadibrata Sp.A      | 1974          | 1975                 |       |
| 6   |               | Prof. Dr. Abdul Gani SH, MS                | 1976          | 1980                 |       |
| 7   |               | Prof. Dr. Dr. Marsetio Donosepoetro        | 1980          | 1984                 |       |
| 8   |               | Prof. Dr. Soedarso Djojonegoro             | 1984          | 1993                 |       |
| 9   |               | Prof. Dr. H. Bambang Rahino                | 1993          | 1997                 |       |
| 10  |               | Prof. Dr. H. Soedarto DTM&H, Ph.D          | 1997          | 2001                 |       |
| 11  |               | Prof. Dr. Med. Dr. Puruhito Sp.B           | 2001          | 2006                 |       |
| 12  |               | Prof. Dr. Fasichul Oral Apt                | 8 iunie 2006  | 10 iunie 2010        |       |
| 12  | 10 iunie 2010 | Prof. Dr. Fasichul Oral Apt                | 10 iunie 2015 |                      |       |
| 13  |               | Prof. Dr. Mohammad Nasih SE., MT, Ak., CMA | 10 iunie 2015 | Titular              |       |

## Facultăți și programe de studii
- Facultatea de Medicină (FK)
  - Licențiat în Medicină
  - Licență în Moașă
  - Master în științe ale sănătății reproducerii
  - Master în științe ale sănătății sportive
  - Master în Științe Medicale de bază
  - Masterat în Medicină Tropicală
  - Master în Medicină Clinică
  - Doctorat în Științe Medicale
  - Educație profesională medicală
  - Educație profesională moașă
  - Programe de specialitate
- Facultatea de Medicină Dentară (FKG)
  - S-1 Educație stomatologică
  - Master în științe ale sănătății dentare
  - S-3 Științe ale sănătății dentare
  - Educație profesională stomatolog
  - Programe de specialitate
- Facultatea de Drept (FH)
  - Licențiat în drept
  - Master în Drept
  - Master în Științe Notariale
  - Doctorat în Studii Juridice
- Facultatea de Economie și Afaceri (FEB)
  - Licenta in Management
  - S-1 Contabilitate
  - Licentiat in economie
  - Licențiat în Economie Islamică
  - Master în Economie
  - Master în Management
  - Master în Științe Management
  - Master in Contabilitate
  - Master în Economie Islamică
  - Doctorat în Științe Management
  - S-3 Știința contabilă
  - Doctorat în Economie
  - Doctorat în Economie Islamică
  - Educație profesională în contabilitate
- Facultatea de Farmacie (FF)
  - Farmacia S-1
  - Master în Farmacie Clinică
  - Masterat în Științe Farmaceutice
  - Doctorat în Științe Farmaceutice
  - Educație profesională de farmacist
- Facultatea de Medicină Veterinară (FKH)
  - Licențiat în Medicină Veterinară
  - Master în Vaccinologie și Imunoterapie
  - Master în Biologie Reproductivă
  - Master în Medicină Veterinară și Sănătate Publică
  - Master în Agribusiness veterinar
  - Doctorat în Științe Veterinare
  - Educație profesională veterinară
- Facultatea de Științe Sociale și Politice (FISIP)
  - Licenta in Relatii Internationale
  - Licențiat în Științe ale Comunicării
  - Licențiat în Știința Administrației Publice
  - Licență în Informații și Biblioteconomie
  - Licențiat în Științe Politice
  - S-1 Antropologie
  - Licențiat în sociologie
  - Master în Relații Internaționale
  - Master în sociologie
  - Master în Științe Politice
  - Master în Politici Publice
  - Master în Media și Comunicare
  - Doctorat în Științe Sociale
- Facultatea de Științe și Tehnologie (FST)
  - Licenta in Statistica
  - S-1 Fizica
  - Licenta in Inginerie Biomedicala
  - Licențiat în Ingineria Mediului
  - Licențiat în Biologie
  - Licențiat în matematică
  - S-1 Chimie
  - Licență în Sisteme Informaționale
  - Master în Biologie
  - Masterat în Chimie
  - Master în Inginerie Biomedicală
  - S-3 Matematică și Știință
- Facultatea de Sănătate Publică (FKM)
  - Licențiat în Sănătate Publică
  - Licențiat în științe în nutriție
  - Master în sănătatea mediului
  - Master în Administrarea și Politica Sănătății
  - Master în Epidemiologie
  - Master în sănătatea mediului
  - Master în Sănătate și Securitate în Muncă
  - Doctorat în Științe ale Sănătății
- Facultatea de Psihologie (FPsi)
  - Licențiat în psihologie
  - Masterat în psihologie
  - Master în Psihologie Aplicată
  - Master în psihologie profesională
  - doctor în psihologie
- Facultatea de Științe Culturale (FIB)
  - Licențiat în studii japoneze
  - Licențiat în științe în istorie
  - Licențiat în limba și literatura indoneziană
  - Licenta in limba si literatura engleza
  - Master în Lingvistică
  - Master în Studii Literare și Culturale
- Facultatea de Nursing (FKP)
  - Licenta in Nursing
  - Master in Nursing
  - Doctorat in Nursing
  - Educație profesională a asistentei medicale
- Facultatea de Pescuit și Afaceri Maritime (FPK)
  - Licențiat în Acvacultură
  - Licență în Tehnologia Produselor Pescărești
  - Master în pescuit și biotehnologie marine
  - Master în Știința Pescuitului
- Facultatea profesională
  - D-3 Nursing
  - D-3 Kinetoterapie
  - D-3 Inginerie de sănătate dentară
  - D-3 Sănătate și securitate în muncă
  - D-3 Paramedic veterinar
  - D-3 Medicină tradițională
  - D-3 Sisteme informaționale
  - D-3 Automatizarea sistemelor de instrumentare
  - D-3 Inginerie bibliotecă
  - D-3 Fiscalitate
  - D-3 Contabilitate
  - D-3 Tehnologie de laborator medical
  - D-3 engleză
  - D-3 Managementul marketingului
  - D-4 Managementul biroului digital
  - D-4 Managementul ospitalității
  - D-4 Banca și Finanțe
  - D-4 Destinații turistice
  - D-4 Kinetoterapie
  - D-4 Tehnologia imagistică radiologică
  - D-4 Medicină tradițională
- Facultatea de Tehnologie Avansată și Multidisciplinară (FTMM)
  - Licențiat în Tehnologia științei datelor
  - Licență în Inginerie Robotică și Inteligență Artificială
  - S-1 Inginerie industrială
  - S-1 Inginerie electrică
  - Licențiat în Inginerie Nanotehnologică
- Programe postuniversitare
  - Master în științe criminalistice
  - Master în studii polițienești
  - Master în Studii privind drepturile de proprietate intelectuală (DPI).
  - Master în Dezvoltarea Resurselor Umane
  - Master în drept și dezvoltare (MSHP)
  - Master în imunologie
  - Master în managementul dezastrelor
  - Doctorat în Dezvoltarea Resurselor Umane

- Școala de Sănătate și Științe ale Naturii (SIKIA)
  - Licențiat în Sănătate Publică
  - Licențiat în Medicină Veterinară
  - Licențiat în Acvacultură

## Resursă
Resursele umane de la Universitatea Airlangga sunt formate din personal academic și personal educațional. Personalul academic este alcătuit din 1522 personal academic permanent, cu detalii despre 1472 persoane cu statut de Funcționar Public (PNS) și 49 persoane cu statut de Non-Angajat PNS. Există 223 de cadre didactice nepermanente cu statut de lector extraordinar și 113 de lectori cu statut de onoare.
Recapitularea numărului de personal academic permanent bazat pe educație este următoarea: 
- Există 156 de cadre academice cu studii universitare de licență (S-1).
- Personalul academic cu nivel de educație master (S-2) și specialist 1 (Sp-1) este de 885 de persoane
- Există 481 de cadre academice cu studii de nivel doctorat (S-3).

Numărul personalului din învățământ în anul 2002 este format din 1129 persoane cu statut de funcționar public, 7 persoane cu statut permanent de nefuncționar public și 866 persoane cu statut onorific.
Recapitularea numărului de personal educațional pe baza educației este următoarea:
- Există 43 de cadre didactice cu studii de master (S-2).
- Există 591 de personal educațional cu studii universitare de licență (S-1).
- Există 32 de personal educațional cu studii profesionale de licență (S-1).
- Există 326 de cadre academice cu niveluri de studii diplome
- Există 825 de cadre academice cu studii liceale (SMA).
- Există 181 de cadre academice cu un nivel de educație mai mic decât cel de liceu (SMP și SD).

## Activitati administrative
Activitățile administrative ale Universității Airlangga (Unair) sunt centrate la Biroul de Management al Universității Airlangga, care este situat pe Campusul C Mulyorejo, Surabaya.

## Facilitate
- Moscheea Ulul Azmi (Campus C)
- Moscheea Nuruzzaman (Campus B)
- Cămin pentru băieți și fete
- Biblioteca Campusului
- Centrul de convenții Airlangga (ACC)
- Turnul Airlangga Syariah și Centrul de Educație pentru Antreprenoriat (ASEEC).
- Unair Flash Bus
- facilitate ATM
- Centrul pentru studenți
- Cooperativa Studenți (Kopma)
- Policlinică
- Airlangga Love Lake
- Spitalul Universitar Airlangga
- Spitalul Veterinar Didactic Unair
- Spitalul Dentar și Oral Unair
- Spitalul Universitar Airlangga pentru Boli Infecțioase Tropicale
- Parc și centru alimentar
- Wi-Fi 24 de ore pe zi în campusul Unair
- Centrul lingvistic Unair (în clădirea ASEEC)
- Amfiteatru (Campus B)
- Pensiunea Airlangga
- Camp :
  1. Teren de baschet
  2. Teren de futsal
  3. Teren de tenis

1. ↑   https://pddikti.kemdikbud.go.id/api/pt/detail/WyFxyiIkG8khDoNQNHUFxNbxS_siyZjFwkUbCbJfC6Z4zH3hs1gT7hrqK2VXYUDt6ukhMw==, accesat în 20 august 2024 Lipsește sau este vid: |title= (ajutor)
2. ↑  East Java Province Administrative Division Data and Code 2015[*] Verificați valoarea |titlelink= (ajutor)
3. ↑  Kec. Mulyorejo
4. ↑  Indonesian Minister of Home Affairs Decree Number 050-145 of 2022
5. ↑   https://pddikti.kemdikbud.go.id/api/pt/detail/WyFxyiIkG8khDoNQNHUFxNbxS_siyZjFwkUbCbJfC6Z4zH3hs1gT7hrqK2VXYUDt6ukhMw==, accesat în 1 septembrie 2024 Lipsește sau este vid: |title= (ajutor)